# 瓦伊納科塔斯區
瓦伊納科塔斯區（西班牙語：Distrito de Huaynacotas），是秘魯的一個區，位於該國南部阿雷基帕大區的拉烏尼翁省，始建於1825年6月22日，面積932.64平方公里，海拔高度2,590米，2005年人口2,778，人口密度每平方公里3人。